# کمدن-ون-گاولی (ویرجینیای غربی)
کمدن-ون-گاولی(به انگلیسی: Camden-on-Gauley) شهری در ایالت ویرجینیای غربی کشور ایالات متحده آمریکا است که جمعیت آن در سرشماری سال ۲۰۱۰ میلادی، ۱۶۹ نفر بوده‌است.